# 乌巴-布鲁格曼站
乌巴-布鲁格曼站（Houba-Brugmann）是布鲁塞尔地铁6号线的车站，位于比利时布鲁塞尔首都大区布鲁塞尔城拉肯片区。

## 名称
该站位于以拉肯市镇秘书路易·乌巴（Louis Houba）和其妻子阿黛尔·克莱芒丝·德·斯特罗佩（Adèle Clémence de Strooper）命名乌巴-德·斯特罗佩大道下方，临近以布鲁塞尔银行家、慈善家乔治·布鲁格曼命名的布鲁格曼医院，因而得名。